# 日本海極地氣團輻合帶
日本海極地氣團輻合帶（日语：日本海寒帯気団収束帯，縮寫：JPCZ）是一條在日本海冬季形成的輻合帶，長度約1000公里，此現象由日本氣象學家淺井冨雄所提出。

## 形成及發展
當日本海一帶受冷氣團籠罩時，同時接受對馬暖流的供熱以形成大氣混合層，從中形成並發展出積雲。西北季風受长白山及周圍山脈等地形因素而路徑一分為二，氣流於位處背風面的日本海再次匯聚，就此形成狹長的輻合帶，此時由積雲所排列之雲街不以平行排列而出現交匯，促使「日本海極地氣團輻合帶」形成。

## 系統位置與影響
由於氣流匯聚時行經日本海，配合低溫促使水氣凝結成雲，一般而言，雪雲通常是在寒風抵達日本西岸時受地形作用而出現，倘若日本海極地氣團輻合帶開始發展，其將於雪雲出現後籠罩日本本土，近岸平地之降雪量亦會因此增加，這通常是日本海沿岸一帶出現大雪的主因。而日本海極地氣團輻合帶並無固定位置，而是隨大氣配置、氣流源地、雲流位置等因素採東西向移動，南北向可延伸至山陰地方，而東西向則可延伸至北陸地方。若西北季風再受本州中部山區的地形影響，對流雲甚至可於關東地方沿海至靜岡縣東部一帶發展。
根據2006年至2015年凡十年來，12月至2月在日本海中部及西部海域之各大氣分層氣象數據顯示，氣流輻合可自地表至900百帕高度面。1月的輻合帶位置略為西南，籠罩範圍相當於朝鮮半島、近畿地方北部及山陰地方，而2月輻合帶的活躍狀況並不明顯。此外，950百帕高度面的氣象數據表明，12月的西北季風在800百帕高度面氣流呈偏西分量，而1月在900百帕則呈偏北分量，2月季風則明顯減弱，這被認為是1月的輻合帶位置較12月偏南的原因。

## 釋義
1. ↑  輻合係指空氣匯聚的現象，其中又可分為「氣旋式輻合」和「切變式輻合」二種：在地面，空氣在科里奧利力、氣壓梯度力、地形摩擦力以及離心力之共同作用下，以逆時針通過等壓線，呈螺旋式向低壓中心推進，形成風。若低壓中心有閉合等壓線（例如熱帶氣旋），則因角動量守恆，離心力加大，而進一步平衡氣壓梯度力，於是產生旋風。同時空氣被迫抬升，空氣上升後地面氣壓便會進一步下降，此即「氣旋式輻合」。而「切變式輻合」則是二種不同風向的氣流輻合，而使空氣因壓迫抬升，這種切變式的輻合通常出現於鋒面或低壓槽處，和前者輻合的分別只是氣旋式的風向變化比較不明顯[1]。
2. ↑  混合比（英語：mixing ratio）係指大氣中，在一定體積空氣之下所含的水氣（公克）與乾空氣（公斤）的質量比，乃表示大氣溼度的物理量[3]。
3. ↑  大氣混合層係指在垂直對流發展旺盛時，位溫、混合比[注 2]、風速等氣象要素，在任何高度皆趨於均勻的大氣邊界層。由於其上部層結穩定度較高，故對流雲系之發展範圍囿於其上部[4]。
4. ↑  雲街在衛星雲圖中，係由積雲（Cu）及濃積雲（Cg）等多個對流雲所組成的條狀雲列，通常與低層風平行，雲頂高度幾乎不變，雲層內風向的垂直风切变較小，但垂直風切的風速仍較開放胞（英語：open cell）及封閉胞（英語：closed cell）大[7][8]。根據雲街走向，可判定冷空氣流動方向[9]。當海域在冬季吹起偏北強風時，乾冷空氣自內陸通過暖溼海面，氣流底部的氣流轉為溼暖而引發垂直對流運動，配合強亂流而有利雲層發展[10]。

### 來源出處
1. ↑  香港天文台. .   [2015年5月3日]. （原始内容存档于2015年7月5日）.（繁體中文）
2. ↑  浅井冨雄. . 日本東京都: 東京堂出版. 1988年6月. ISBN 4-490-20138-9 （日语）.
3. ↑  盛裴轩、毛节泰、李建国、障霭琛、桑建国、潘乃先. . 北京大学出版社. 2003年5月 （中文（简体））.
4. 1 2 3  .   [2018年8月16日]. 原始内容存档于2018年8月18日.（日語）
5. 1 2  氣象新聞公司. .   [2015年5月3日]. （原始内容存档于2018年1月20日）.（日語）
6. ↑   (PDF). 気象庁.   [2018年8月16日]. （原始内容存档 (PDF)于2013年1月25日）.（日語）
7. ↑  日本氣象協會. .   [2015年5月3日]. （原始内容存档于2017年3月21日）.（日語）
8. ↑  気象衛星センター. . 気象庁.   [2018年8月17日]. （原始内容存档于2018年8月17日）.（日語）
9. ↑  交通部中央氣象局. .   [2018年8月16日]. （原始内容存档于2018年8月16日）.（繁體中文）
10. ↑  楊威龍. . 香港天文台.   [2018年8月16日]. （原始内容存档于2018年6月14日）.（繁體中文）
11. ↑  気象衛星センター.  (PDF). 気象庁. 2002年3月  [2018年8月16日]. （原始内容存档 (PDF)于2018年8月17日）.（日語）
12. ↑  永戸久喜、加藤輝之之.  (PDF). 気象庁気象研究所. 2010年9月30日  [2018年8月17日]. （原始内容存档 (PDF)于2018年8月18日）.（日語）
13. 1 2  . 日本経済新聞. 2018年2月6日  [2018年8月17日]. （原始内容存档于2018年4月22日）.（日語）
14. 1 2  紀平旭範.  (PDF). 国立大学法人 富山大学. 2016  [2018年8月17日]. （原始内容存档 (PDF)于2018年8月16日）.（日語）
15. ↑  . 2005  [2018年8月17日]. （原始内容存档于2008年2月14日）.（日語）

### 引用文獻
- （日語） 本海寒帯気団収束帯帯状雲に沿って発達するメソβスケールの渦列：数値シミュレーション （页面存档备份，存于） 気象集誌 71（1）, 43-57, 1993-02-25